# Finlands musik
Finlands musik kan inddeles i tre hovedkategorier.
Den finske folkemusik er typisk influeret af de lyriske og musikalske traditioner fra Karelen. Den karelske kulturarv har traditionelt åbenbaret sig inden for finske myter og legender, hvor de er påvirket af germansk og slavisk indflydelse. I vestlige dele af Finland mærkes en tydeligere indflydelse fra de nordiske traditioner. I nord har samerne deres egne traditioner, der er spredt over Finland, Rusland, Sverige og Norge. Den finske folkemusik har gennemgået en genoplivning på en måde, der på mange måder afspejler sig inden for de populære musikgenrer.
Inden for den klassiske musik, har Finland været meget synlig, med mange komponister, musikarrangører og musikudøvere.
Den moderne musik er i stærk udvikling, og kategorien omfatter i denne forbindelse alle former for jazz, rockmusik, dansemusik, elektronisk musik og populære musikgenrer af enhver art (herunder metal, hip hop, finsk tango, og meget mere).

## Historie

### Fremvæksten af en nationalt musikliv (ca. 1790-1917)
De første spor til kunstmusikliv i Findes findes i Åbo. Dér grundlagdes "Musikalisk Selskab" i 1790 med det formål ved samvirken mellem byens musikvenner og musikere at fremføre værdifulde tonedigtninge. Selskabet overlevede krigens uro, men da universitetet efter branden 1827 blev flyttet og med det "studentersangen flygtede fra Auras strande", blev Helsingfors midtpunktet for musikinteresserne. Dertil kom, at det lykkedes universitetet at få til musiklærer Fredrik Pacius (født i Hamburg 1809, død 1891). Før den Tid havde Finland vel frembragt en dygtig komponist, B.H. Crusell (1775—1838), men han flyttede som ganske ung til Sverige og tilhører ved sin tonedigtning (fx melodierne til "Frithiofs saga") snarere dette land.
Pacius virkede både som orkesterdirigent og sangleder samt som komponist ("Vårt land", "Suomis sång"). I egentlig forstand national kunne Pacius’ musik naturligvis ikke være. Den første komponist, som i sin kunst har prøvet på at følge folkesangenes skønne opfordring: "Lytter til det Grantræs Susen, ved hvis Rod jert Bo er fæstet", var Pacius’ svigersøn Karl Collan (1828—71): "Savolaisen laulu". Andre samtidige komponister, som især satte melodier til sange af Runeberg og Topelius, men også skabte større toneværker, var Fredrik August Ehrström (1801—50), Axel Gabriel Ingelius (1822—68), F. v. Schantz (1835—68), C.G. Wasenius (1821—99) og August Tavaststjerna (1821—82).
Pacius’ efterfølger som musiklærer ved universitetet var Richard Faltin; også han, skønt født i Tyskland (1835), ofrede sit ny hjemland hele sin rige begavelse, delvis som komponist, men langt mere som lærer og dirigent. Især som mangeårig leder af Musikinstituttet, men også som komponist og forfatter har Martin Wegelius (1846—1906) højnet den musikalske dannelse og fremmet nye ideer og derved skabt muligheden for fremkomsten af den skare af unge fremragende komponister og udøvende musikalske kunstnere, som Finland nu er stolt af. Robert Kajanus (f. 1856) har i modsætning til tidligere komponister især dyrket instrumentalmusikken, og det er som leder af det filharmoniske orkester (grundlagt 1882), at han har skabt sig et uforglemmeligt navn i Finlands musikhistorie. Som vejledende musikkritiker må nævnes Karl Flodin (f. 1858).

#### Jean Sibelius
Jean Sibelius (f. 1865) skrev allerede som elev ved Musikinstituttet værdifulde kompositioner, og hvad han som ganske ung lovede, har han i rigt mål indfriet, så han nu står ikke blot som sit lands uomstridt mest fremragende, men som en af datidens største komponister. De oprindelige finske strenge, som Collan allerede anslår, som Kajanus stemmer med fuldere bevidsthed og kunst, bruser i uimodståelig vælde i Sibelius’ musik, der blev modtaget og værdsat af finnerne som et udtryk for en rig sjæls begavelse, men ikke mindre som en hyldest til det land, hvis storslåede natur og rige folkedigtning så tit har givet ham både emne og tone. De samme idealer besjæler hele denne skare af unge finske komponister i anden halvdel af det 19. århundrede og begyndelsen af det 20. århundrede: Aino Järnefelt, Oskar Merikanto, Erkki Melartin, Selim Palmgren, Toivo Kuula, Leevi Madetoja, som få lande i samtiden kunne vise mage til.

#### Kor- og solosang
På kunstsangens område har mandskor og den kvindelige solosang været de mest yndede former. Mandskoret regner sine aner fra universitetet under Åbo-tiden, hvor den første studenterkvartet stiftedes 1819, og den har siden haft sine ivrigste dyrkere i den akademiske ungdom. Europæisk ry vandt koret "M. M." ("Muntra Musikanter") under sin udmærkede leder G. Sohlström (f. 1849) ved koncertturneer i Europas storstæder 1878—89. I de følgende årtier blev det blandede kor foretrukket, en naturlig følge af kunstsangens indtrængen i de bredere lag ved arbejderforeningers, ungdomsforeningers og folkehøjskolers fælles anstrengelser. Om noget steds har i Finland sangen vist sig som et folkeopdragende middel og da måske netop deri flerstemmige; den enstemmige sang tilfredsstiller ikke finnernes musikalske trang, som meget mere vil en rent musikalsk nydelse af melodi og harmoni end overvejelse af ordenes indhold. Et virksomt middel til musikkens fremme var de årligt eller hvert andet år tilbagevendende musikfester, som arrangeres af "Folkeoplysningsselskabet" og "Den svenske Folkeskoles Venner# i forskellige egne af landet, og hvor man kunne høre folkelige kor på indtil 1.100 deltagere fortræffeligt udføre værker af Gluck, Weber, Mendelssohn, Schumann eller Haydn, mens ligeledes folkelige hornorkestre kappes om den bedste udførelse af forud udskrevne og i vinterens løb indøvede konkurrencenumre.
På solosangens område vandtes det første laurbær ude på Europas fornemste scener af Johanna v. Schoultz (1813—1863); berømte sangerinder i deres hjemland er Emilie Mechelin (1838-1917) og hendes elever Ida Basilier-Magelsen (1846-1928), Emmy Strömer-Achté (1850-1924) og Emma Engdahl (1852-1930); europæisk ry tilfaldt kun to af samme slægtleds sangerinder: Alma Fohström von Rode (1856-1936), en glimrende koloratursopran, og Hortense Synnerberg (f. 1856), en ualmindelig dyb og klangfuld alt. En i sin tid meget yndet "Lieder"-sangerinde er Maria Collan (1845-1919), Pacius’ datter og Karl Collan’s enke, som med uforlignelig ynde gengav sin faders og sin mands sange. Derpå fulgte Ida Ekman, f. Morduch (1875-1942), Adée Leander-Flodin (1873-1935), Maikki Järnefelt, f. Pakarinen (1871-1929) samt Aino Achté (1876-1944), hvilken sidste i en årrække stod som primadonna ved den store opera i Paris. Af de yngste i denne generation må nævnes: Pia Ravenna (Tilgman), en koloraturvirtuos, Ingeborg Liljeblad og Annikki Uimonen.
De mandlige solosangere har hovedsagelig tilhørt amatørernes kreds, men efter at Finland atter havde fået en opera, begyndte også nogle af disse helt at vie sig til kunsten: Eino Rautavaara, Väinö Sola. Dog må der af et tidligere slægtled ogsaa nævnes et par, der har vundet europæisk ry, nemlig Filip Forstén (f. 1856) og Hjalmar Frey (f. 1856). Abraham Ojanperä (1857—1916) skabte sig et fremragende navn i Finlands musikhistorie fortrinsvis som sanglærer ved Musikinstituttet og opdrager af hele det unge slægtled af syngende talenter.

#### Musikalske solister
Dygtige pianister, som har gjort sig kendte også i Udlandet, er Alli Lindberg (f. 1849), Harald Mickvitz (f. 1859), Edvard Fazer (f. 1861) og Karl Ekman (f. 1869), Sigrid Schneevoigt, f. Sundgren (f. 1878) og Ilmari Hannikainen (f. 1892). Violoncellister er K.O. Fohström (f. 1870) og G. Schneevoigt (f. 1874), som dog begge efterhånden samlede deres interesse om at dirigere orkestermusik.

#### Musikinstituttet i Helsingørs
Som udtryk for den i Finland i datiden herskende interesse for kunstmusik kan tjene Musikinstituttet i Helsingfors. Musikinstituttet blev grundlagt i 1882. Det blev oprindeligt ledet af Richard Faltin og blev et arnested for udviklingen af musikalske talenter.
Senere, under sin energiske leder, komponisten Erkki Melartin, voksede instituttet op til en af en mængde specialklasser sammensat institution med omkring 560 elever og 80 lærere i 1916.

#### De første pladeindspilninger
I 1901 gjorde den russiske sanger M.A. Goltison 15 pladeindspilninger i Sankt Petersborg; fem af dem var finska folkesange. Dermed blev Goltison den første sanger, som lavede plader på finsk. I efteråret 1901 gjorde korledaren og dirigenten Mooses Putro pladeindspilninger med koret Suomalainen lauluseura. I 1902 og 1903 gjorde finske artister pladeindspilninger i Sankt Petersborg, deriblandt sangeren Hjalmar Frey. I 1904 gjordes de første pladeindspilninger i det egentlige Finland, og blandt de første indspillende artister var Pasi Jääskeläinen. Allerede i 1907 gjordes de første finske pladeindspilninger i Amerika, hvor finner fik indspillet musik på grammofon i årtier. Andre tidlige artister i datiden var Alarik Uggla, Abraham Ojanperä og Maikki Järnefelt-Palmgren, som indledte deres indspilningskarrierer i 1904, samt Agnes Poschner og Eino Rautavaara, som begyndte at synge på plade året efter.
Blandt de første kvinder, som gjorde spladeindspilninger i egenskab af sangerinder var operasangerinderne Alma Fohström og Aino Ackté, som indledte deres indspilninger i 1902. Den første koncert på finsk blev givet af sangerinden og musiklæreren Dagmar Hagelberg-Raekallio.

#### Kuplettiden og tangoen
Den første kuplétsanger i Finland var Pasi Jääskeläinen, som indledte sine pladeindspilninger 1904. Kupletter blev senere under 1910-erne meget populære, og artister som J. Alfred Tanner, Theodor Weissman, Rafael Ramstedt, Iivari Kainulainen, Väinö Lehmus og Oskar Nyström gjorde sig til store navne med kupletterne. Tanner var den største kuplettsanger, og hans sange blev sunget endnu i 1960-erne af blandt andre Tapio Rautavaara og Reino Helismaa. Blandt andre artister i 1910-erne var Sanfrid Takala, som fremførte 6 folkesange på plade 1912.
Endnu i 1920- og 1930-erne gjorde Rafael Ramstedt pladeindspilninger med kupletter, men kupletternes store år var tiden lige efter 1. verdenskrig, 1918. Finske artister gjorde dog pladeindspilninger med gamle kupletter i Amerika endnu i 1930-erne. Taavetti "Tatu" Pekkarinens viser og kupletter framførtes også langt senere. Tanners kupletter fremførtes på plade og film i 1950- og 1960-erne af skuespilleren Sakari Halonen, som også spillede Tanner i to film.
I efteråret 1913 kom tangoen til Finland, og i 1920- og 1930-erne anvendtes musikgenren af flere finske komponister. En hel del produkter fik navn efter den nye musikgenre, og "tango-parfume", "tango-huckle" og "tango-bukser" begyndte at dukke op på det finske marked. I 1915 lavede Iivari Kainulainen en pladeindspilning i Stockholm med den selvskrevne Tangolaulu, som behandlede tangoen og dens historie. Den første hjemlige tango, som inspilledes i Finland, var François de Godzinskys Tango Carita, som fremførtes af Martta Tiger 1929.
I slutningen af 1910-erne var både amatør- og erhvervsmusikere ansatte ved de finske saloner. Disse ansås være bedst egnede for estraderne og derved blev kantelespillerne Olli Suolahti og Achilles Ockenström populære. Disse to optrådte med italienske harmonikaspillere, som tidligere virkede som gademusiker.

### Musikken i mellemkrigstiden

#### 1920-erne
I 1920-erne kom en hel del amerikanske påvirkninger til Finland via tyske musikere. I og med Finlands selvstændighed blev kontakten med Sankt Petersborg afbrudt og indspilninger begyndte at ske i Finland og Tyskland. Fra Amerika kom tillige jazzen, og et af de første finske jazzorkestre var Jazz-Fox, som oprettedes i Helsingfors i 1924. I løbet af 1910-erne var pladesalget vokset kraftigt, og i 1920-erne rådede en slags "grammofonfeber", hvor plader solgtes i store mængder. I 1926 begyndte Yleradio sin virksomhed, hvilket førte til daglig afspilning af musik. Lige som inden selvstændighedskrigen optrådte de finske musikere på restauranter, hoteller og i biografer, men nu begyndte de tillige at optræde i kasinoer i fx Terijoki, Mariehamn, Heinola og Hangö. Nogle kendte jazzorkestre i datiden i Finland var King of Jazz, Zamba og Salonki-Jazz-Soittokunta. Melody Boys var den finske hovedstads mest kendte jazzorkester og gjorde pladeindspilninger med blandt andre Matti Jurva. Melody Boys begyndte efterhånden at vende sig imod blues i 1930-erne.
En forgrening af jazzen var hot og anvendtes af blandt andre Klaus Salmis Ramblers og Harry Bergströms Black Birds. Harmonikajazz var en anden forgrening og anvendtes af blandt andre Dallapé, Amarillo, Suomi Jazz Orkesteri og Seminola fra Kotka. I slutningen af 1920-erne og begyndelsen af 1930-erne lavede flere finske artister indspilninger udenlands, blandt andet i Tyskland, hvor sangere som Sulo Räikkönen, Heikki Tuominen, Armas Hanttu, Arri Wianto, Aarne Salonen, J. Alfred Tanner, Matti Jurva ogh Hannes Veivo var aktive.

#### 1930- og 1940-erne
I 1920-erne blev slagermusikken mere populær, og en af de første initiativtagere til denne nye genre var J. Alfred Tanner. Den første finske, kvindelige sangtekstforfatter inden for slageren var formodentlig Dagmar Parmas, som oversatte og selv skrev omkring 140 sange. 1930-ernes mest kendte finske artister var Matti Jurva og Aimo Andersson, som også var populær i 1940-erne. Arvi Tikkala var 1930-ernes fjerde mest indspillende finske artist. De tre andre var Matti Jurva og bröderna Georg og Eugen Malmstén. Også Reino Armio gjorde i 1930-erne pladeindspilninger med slagermusik. 1919-1932 havde Finland et forbud mod alkohol, om hvilket mange finske artister sang. Blandt andre Tatu Pekkarinen, Theodor Weissman, Matti Jurva, Oskar Nyström og Väinö Tuominen begge fremførte og skrev sange om alkoholforbuddet. Også finske artister i Amerika sang i 1920- og 1930-erne alkoholforbudsrelaterede sange. Nogle af de mest kendte sange af denne type er Vanha juomalaulu, Ryyppymiesten valssi, Aatamin juomalaulu, Kieltolakilaulu, Tullaan, tullaan, Viinatrokarin laulu, Mun eukkoni on maalla og Oi mistä saataisiin.
Under 2. verdenskrig var Matti Jurva, Eero Väre og Einari Ketola meget populære på grund af deres satiriske sange om krigen og magthaverne, deriblandt Josef Stalin og Gustaf Mannerheim. Også Ture Ara og George de Godzinsky var populære under krigen, ligesom Georg Malmstén. Under 2. verdenskrig fremførte Jorkka ja Palle, det vil sige Georg Malmstén og Reino "Palle" Palmroth satirisk musik, som var forankrede i kampene om Karelen. Palmroth var også virksom som sangtekstforfatter og lod publicere flere egne satiresange. Nogle af disse blev imidlertid forbudte under krigstiden, der i blandt Silimien välliin.

## Liste over finske bands og sangere(ukategoriseret)
- HIM
- Nightwish
- Lovex
- Hanna Pakarinen
- Lordi
- Fredi
- The 69 eyes
- The Rasmus
- Apocalyptica
- Bomfunk MC's
- Poets of the fall
- Children of Bodom
- Hanoi Rocks
- Darude
- Ensiferum
- Sunrise avenue
- Monsteriser
- Leningrad Cowboys
- 22-Pistepirkko
- Joensuu 1685
- Dingo
- Tarot
- The Rasmus
- Turisas
- Moonsorrow
- Finntroll
- Norther
- Teräsbetoni
- Stratovarius
- Winterborn
- Wintersun